# جون إم. كيلي
جون إم. كيلي (بالإنجليزية: John M. Kelly)‏ (و. 1931 – 1991 م) هو سياسي، ودبلوماسي، وأستاذ جامعي من جمهورية أيرلندا، والدولة الأيرلندية الحرة، ولد في ناس، كان عضوًا في فاين جايل، توفي عن عمر يناهز 60 عاماً.

## مناصب
تولى منصب نائب دييل (10 مارس 1987–25 مايو 1989)
- نائب دييل (14 ديسمبر 1982–20 يناير 1987)[5]
- نائب دييل (9 مارس 1982–4 نوفمبر 1982)[5]
- نائب دييل (30 يونيو 1981–27 يناير 1982)[5]
- وزير الأشغال والمشاريع والابتكار [الإنجليزية]‏ (30 يونيو 1981–9 مارس 1982)
- وزير الخارجية والتجارة  [لغات أخرى]‏ (30 يونيو 1981–21 أكتوبر 1981)
- نائب دييل (5 يوليو 1977–21 مايو 1981)[5]
- نائب دييل (14 مارس 1973–25 مايو 1977)[5]
- عضو مجلس الشيوخ من أيرلندا (5 نوفمبر 1969–28 فبراير 1973).[5]
- المدعي العام لأيرلندا (20 مايو 1977-5 يوليو 1977).

## التعليم
تعلم في كلية دبلن الجامعية، وجامعة هايدلبرغ.